# 앨릭스 라일리

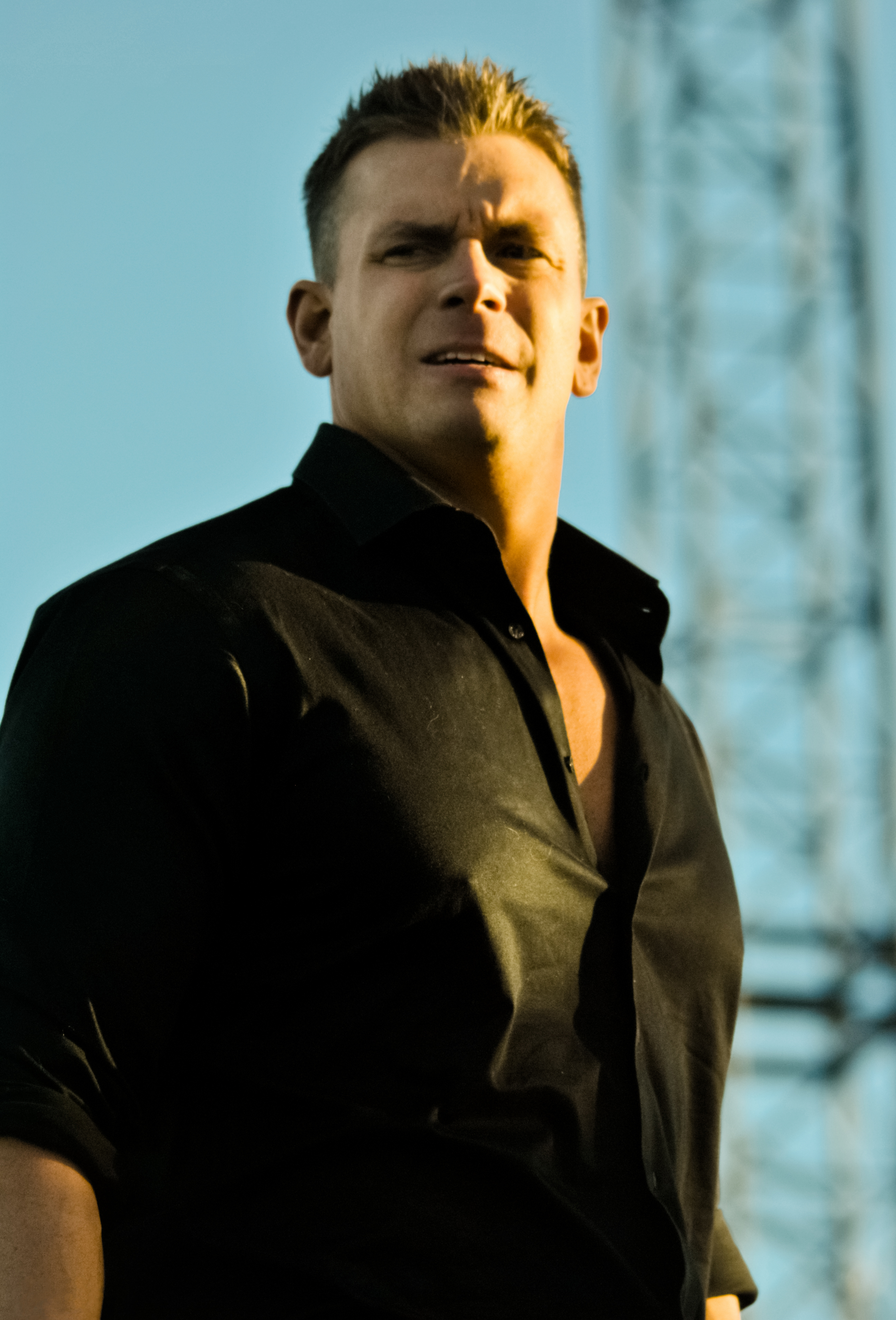
앨릭스 라일리

알렉스 라일리(Alex Riley)는 본명은 케빈 로버트 카일리 주니어(Kevin Robert Kiley, Jr., 1981년 4월 28일 ~ )다. 미국의 프로레슬링선수다. 키는 166cm 몸무게는 71kg이다. 2016년 5월 6일자로 WWE의 방출을 당했다.